# Strüthof
Strüthof ist ein Gemeindeteil des Marktes Plech im Landkreis Bayreuth (Oberfranken, Bayern). Strüthof liegt in der Gemarkung Ottenhof.

## Geografie
Die Einöde befindet sich etwa eineinhalb Kilometer westnordwestlich von Plech auf der verkarsteten nördlichen Frankenalb, die hier ein etwas unruhiges Höhenprofil hat. Die Bundesautobahn 9 führt in etwa 300 Metern Entfernung am östlichen Ortsrand vorbei.

## Geschichte
Der Ort wurde 1317 als „Strůthof“ erstmals urkundlich erwähnt. Der Ortsname bedeutet Hof am Gebüsch.
Durch die zu Beginn des 19. Jahrhunderts im Königreich Bayern durchgeführten Verwaltungsreformen wurde der Ort zu einem Bestandteil der Ruralgemeinde Ottenhof. Im Zuge der Gebietsreform in Bayern wurde Strüthof am 1. Januar 1972 nach Plech eingemeindet.

## Verkehr
Die Anbindung an das öffentliche Straßennetz wird durch eine Gemeindestraße hergestellt, die in Plech an der Kreisstraße BT 28 endet. Daneben existieren zwei weitere Gemeindestraßen, die von Strüthof aus nach Klausberg und Ottenhof führen. Eine Zufahrtsmöglichkeit zur Bundesautobahn 9 besteht an der etwa knapp zwei Kilometer nordöstlich gelegenen Anschlussstelle Plech. Vom öffentlichen Personennahverkehr wird Strüthof nicht bedient.